# 高放射性废物
高放射性废物（英語：High-level waste，縮寫：HLW）是核燃料再處理中製造的廢物，主要以兩種形式存在：核燃料再處理中產生的廢液以及液態高放射性核廢料在玻璃化過程中生成的廢物。
液態高放射性废物在等待玻璃化的過程中一般儲存在罐中埋藏于地下。曼哈顿计划中和冷战中武器計劃產生的高放射性废物目前仍處於這種狀態，因爲通常這些武器計劃不負責廢物的處理和處置。經過一段時間冷卻之後的乏燃料和玻璃態核廢料都是可以接受的長期儲存形態。
高放射性废物含有核反應堆產生的核裂变产物和超鈾元素。這些產物的放射性很強烈，占核電站所產生的全部放射性的95%還多。也就是說，核電站產生的核廢料中，大部分都是低放射性废物和中等放射性廢物，比如反應堆的鋼製結構部件、受到沾染的保護性衣物和設備等等。
在美國，來自核電站乏燃料再處理過程的高放射性废物僅佔全部高放射性废物總量的1%。大部分高放射性废物來源於國防部門。 法國恰恰和美國相反，其高放射性废物主要來自商業乏燃料再處理。
由于其強烈放射性，在處置和運輸高放射性废物時需要特殊的密封和屏蔽措施。高放射性废物還需要時間來冷卻。在開始的幾百年，高放射性废物的熱量主要由中等壽命裂變產物銫-137和鍶-90產生。
一座典型的大型核反應堆每年生成25-30噸乏燃料。如果這些乏燃料經過核燃料再处理和玻璃化，廢物的縂體積將不超過3立方米。但是廢物釋放出的衰變熱卻不會明顯減少。
一般認爲高放射性废物的最終處理辦法是深地质处置。許多國家都有類似的計劃，比如法國、日本和德國等。

## 定義
美國能源部對高放射性废物的定義是：用過核子燃料再處理過程中產生的強放射性廢料，包括再處理直接產生的液體廢料，以及由此種液體廢料衍生出的、裂變產物達到一定濃度的固體材料，和其它經現有法律認定需要永久隔離的強放射性廢料。
用過核子燃料
- 用過核子燃料是無法再有效產生電力的反應堆燃料。由於中子毒物的積聚，其裂變過程減緩。但用過核子燃料仍然會產生衰變熱，放射性強烈，依然有環境危害。

再處理廢料
- 核燃料再处理用化學方法分離乏燃料中的鈾和鈈。其副產物是具有強烈放射性的淤泥狀殘渣。

## 處置

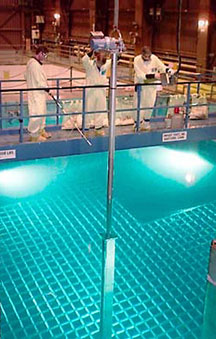
乏燃料池

高放射性废物可以暫時儲存在用過核子燃料池和干式贮存桶儲存所。1997年，在占全世界核電總量絕大部分的20個國家中，用過核子燃料池總容量為14萬8千噸，已使用59%。儲存所總容量為7萬8千噸，已使用44%。因爲這20個國家每年新增用過核子燃料1萬2千噸，所以還有足夠的儲存餘地。

## 外部連結
- NRC Backgrounder on Radioactive Waste （页面存档备份，存于）

## 延伸閲讀
- Fentiman, Audeen W. and James H. Saling.  Radioactive Waste Management.  New York: Taylor & Francis, 2002. Second ed.
- Large, John H. Risks and Hazards arising the Transportation of Irradiated Fuel and Nuclear Materials in the United Kingdom R3144-A1, March 2006